# 凤凰镇 (潮州市)
凤凰镇，是中华人民共和国广东省潮州市潮安区下辖的一个乡镇级行政单位。

## 行政区划
凤凰镇下辖以下地区：
凤凰社区、大山社区、棋盘村、东尝村、西春村、虎头村、康美村、欧坑村、石古坪村、东兴村、福北村、福南村、下埔村、南坑村、凤光村、凤北村、二垭村、舂堀村、凤溪村、凤西村、乌岽村、新东村、叫水坑村、上春村、中段村、凤新村、三平礤村、凤湖村和南溪村。

## 姓氏由來
文姓， 南宋乙亥年（公元1275年），恭宗皇帝以文道生有奖盛军士之献，策命殿前指挥使苏刘义之女为配，隔年文道生转战潮阳县。戊寅年（公元1278年），文道生其妻儿流落于广东省丰顺县丰政都大胜村。
太祖文天祥公之嫡孙文伯平。戊寅（一二七八年）公于海丰五岭坡兵败被絷。公之孙文伯平经丰顺后涉闽饶，入凤凰。丁亥（一二八七年）筑庐下埔村梨树下，拓荒垦殖。
林姓， 林姓先祖起先从福建移居到饶平新塘石壁乡，后又移至凤凰镇东坑村、中段村与上春祖厝村，于清朝年间迁移至凤凰镇叫水坑村开基创业。
涂姓， 清康熙十九年(1680年)涂氏从广东大埔德州都迁潮州市潮安区凤凰镇凤西村。
李姓， 明万历年间(1573—1619年)李氏先祖从饶平三饶河口乡迁潮州市潮安县凤凰镇。
尤姓， 尤氏祖先居于福建南安县，生二子：惠、实，下传五代叔保公，生二子：大成、大功。大功传至明，生侗公，字展成，下传几代有一支迁宁化县，后裔孙移饶平南门，因姓小人稀，受人欺凌，敦承公抱父太初公之神主，偕妻迁移潮州凤凰西村田尤开基。
柯姓， 柯姓先祖自饶平三饶之后迁居于凤凰庵下村(今潮安县凤凰镇凤新村)，距现在已有400多年,拖枋路、磜下、輋格厝村民是庵下、桥坑创乡后分出的。

## 特产
- 凤凰单枞茶：国家地理标志产品。2008年, 凤凰茶区被中国茶叶学会评为中国名茶之乡。